# Línguas elgon
As línguas elgon são línguas da família nilótica meridional kalenjin, faladas na área do Monte Elgon no Quénia ocidental e Uganda oriental. De acordo com a publicação Ethnologue, há duas línguas elgon principais: o Kupsapiiny (falado por cerca de 120 000 pessoas) e o sabaot (falado por cerca de 134 000 pessoas). Sabaot é um nome comum a vários povos relacionados, incluindo os Kony, Pok, e Bong'om (que deram nome à cidade de Bungoma do Quénia ocidental), cujas línguas respetivas são consideradas como línguas distintas por Rottland.
O povo terik, que vive a leste do Lago Vitória, entre os Nandi, Luo e Luyia, falam ou falaram um dialeto proximamente relacionado com o dos Pok e dos Bong'om. De acordo com a sua própria história oral, são também "povo do monte Elgon". Isso é confirmado por tradições Bong'om segundo as quais o povo que mais tarde se autodenominou Terik era ainda Bong'om quando abandonou Elgon e se mudou em direção ao sul. Recentemente, muitos deles têm sido assimilados aos seus vizinhos Nandi, levando ao declínio do uso da língua terik a favor do Nandi.